# SN 2008ix
SN 2008ix – supernowa typu Ia odkryta 1 października 2008 roku w galaktyce A003704-0609. W momencie odkrycia miała maksymalną jasność 19,00m.